# 南灣 (利文斯頓島)

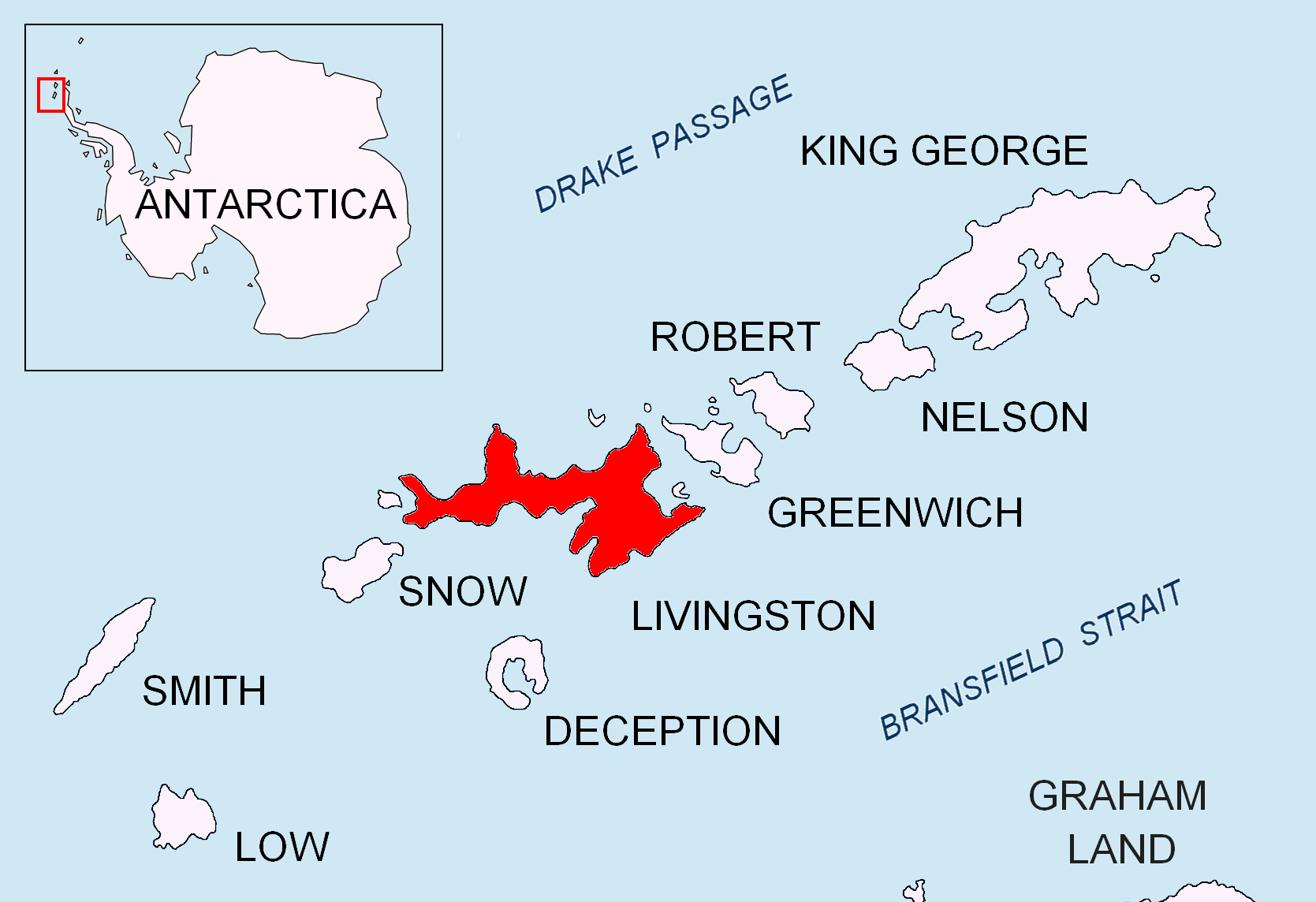

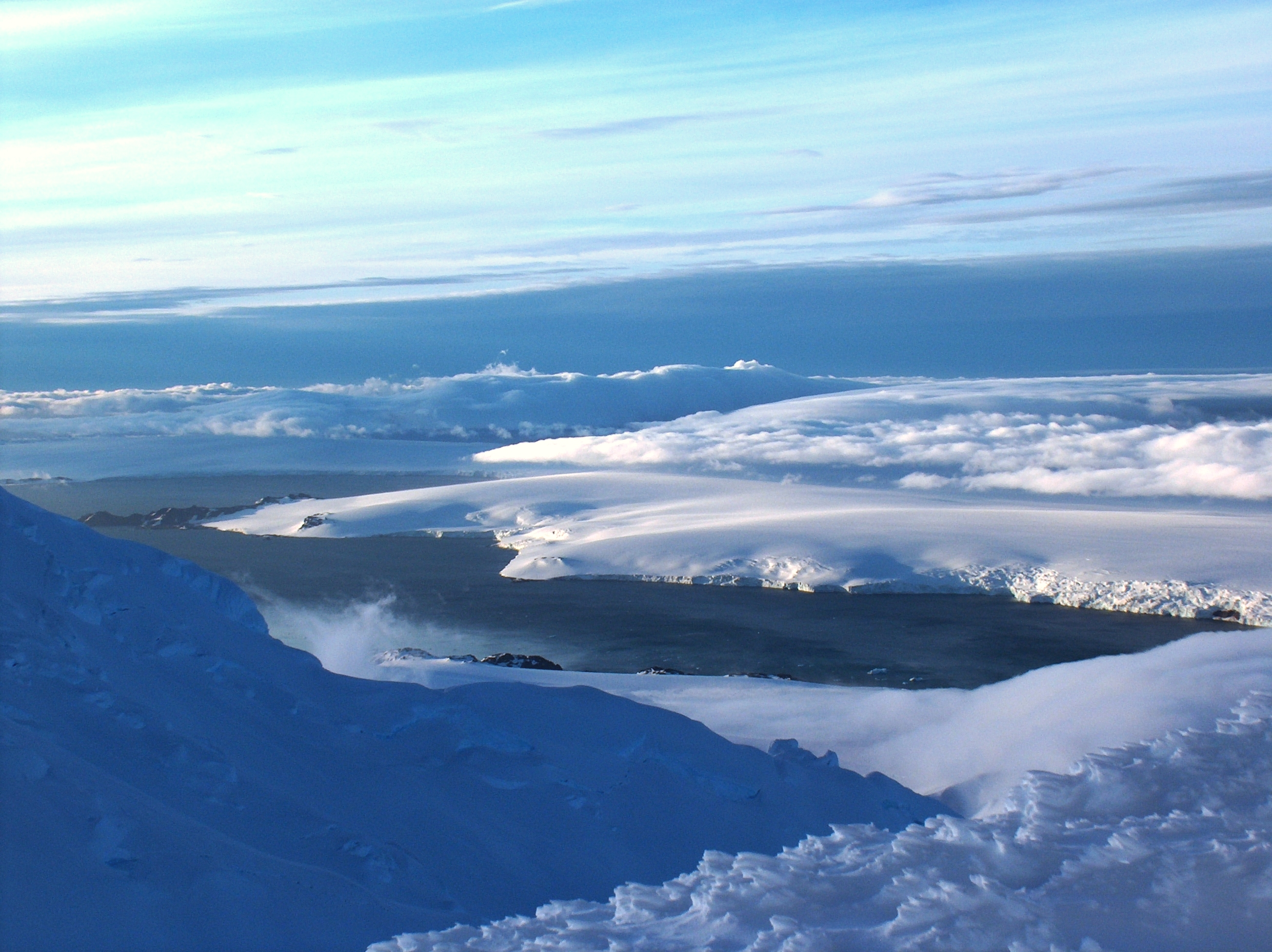

南灣（英語：South Bay）是南極洲的海灣，位於南設得蘭群島中利文斯頓島南岸，處於漢娜角和米耶斯崖之間，長12.5公里、寬11.6公里，現時由南極條約體系管理。

## 外部連結
- SCAR Composite Antarctic Gazetteer.（页面存档备份，存于）

62°40′S 60°28′W / 62.667°S 60.467°W